# BioFach
De BioFach is de grootste beurs op het gebied van biologische voeding van Europa. De beurs wordt jaarlijks georganiseerd in het beurscomplex van Neurenberg Duitsland. Organisator van de beurs is het bedrijf NürenbergMesse. De beurs werd in 2009 voor de 20e keer georganiseerd. De beurs is opgericht vanwege de groeiende markt van biologische producten. Volgens experts van Organic Monitor en IFOAM had in 2007 de internationale markt van biologische producten een omzetvolume van 40 miljard US-dollar. De verwachting is dat de markt in 2010 gegroeid is tot 60 miljard US-dollars. 

## Thema's en exposanten
Exposanten zijn er in de volgende themagebieden: 
Bio-Levensmiddelen:
- Voedingsmiddelen en grondstoffen
- Grond- en hulpstoffen (ook voor de natuurcosmetica)
- Groente en fruit
- Fijnkost, reformartikelen en kruiden
- Gemaks voedingsmiddelen
- Vlees en vis producten
- Melk- en melkproducten, eieren
- Diepvriesproducten
- Bakwaren en zoetstoffen
- Dranken

Natuurproducten:
- Aromatherapie
- Voedingsmiddelen vervangers
- Natuurgeneesmiddelen
- Extracten, oliën

Huishoudartikelen:
- Kookmateriaal en vermalers
- Huisdiervoeding

Andere natuurproducten: 
- Speelgoed, giften en kunstwerken
- Kleding
- Schoenen en Lederwaren
- Mode-Accessoires

Biologische landbouw en vermarkting: 
- Landbouwwerktuigen en verwerkingsapparatuur
- Verkoop middelen

Media en dienstverleners:
- Opslag/ overslag
- Certificering
- Instituten, organisaties en overheden
- Opleiding en onderzoek
- GreenFinance

## BioFach wereldwijd
Vanwege de wereldwijde interesse in biologisch geproduceerde artikelen vindt de biobeurs intussen ook op de vier andere continenten plaats: 
- BioFach Nürnberg 2009 (19 - 22 februari 2009)
- BioFach Japan 2009 in Tokio (7 - 9 oktober 2009)
- BioFach Amerika 2009 - Organic Products Expo 2008 in Boston (24 - 26 september 2009)
- BioFach China 2009 in Shanghai (27 - 29 mei 2009)
- BioFach Latijns-Amerika in São Paulo (oktober 2009)
- BioFach India in Mumbai  (29 mei - 1 juni 2009)

De biofach brengt jaarlijks 3.7000 exposanten en meer dan 100.000 vak bezoekers bijeen. 